# Hyperolius pseudargus
Hyperolius pseudargus és una espècie de granota de la família dels hiperòlids que viu a Tanzània.